# Giovanni Calabrese
Giovanni Calabrese (Novara di Sicilia, 30 de octubre de 1966) es un deportista italiano que compitió en remo.
Participó en tres Juegos Olímpicos de Verano, entre los años 1988 y 2000, obteniendo una medalla de bronce en Sídney 2000, en la prueba de doble scull.
Ganó tres medallas en el Campeonato Mundial de Remo entre los años 1987 y 1997.

## Palmarés internacional
| Juegos Olímpicos   | Juegos Olímpicos       | Juegos Olímpicos  | Juegos Olímpicos   |
| Año                | Lugar                  | Medalla           | Prueba             |
| ------------------ | ---------------------- | ----------------- | ------------------ |
| 2000               | Sídney (Australia)     | Medalla de bronce | Doble scull        |
| Campeonato Mundial |                        |                   |                    |
| Año                | Lugar                  | Medalla           | Prueba             |
| 1987               | Copenhague (Dinamarca) | Medalla de oro    | Doble scull ligero |
| 1989               | Bled (Yugoslavia)      | Medalla de plata  | Cuatro scull       |
| 1997               | Aiguebelette (Francia) | Medalla de oro    | Cuatro scull       |